# Christian Wackert

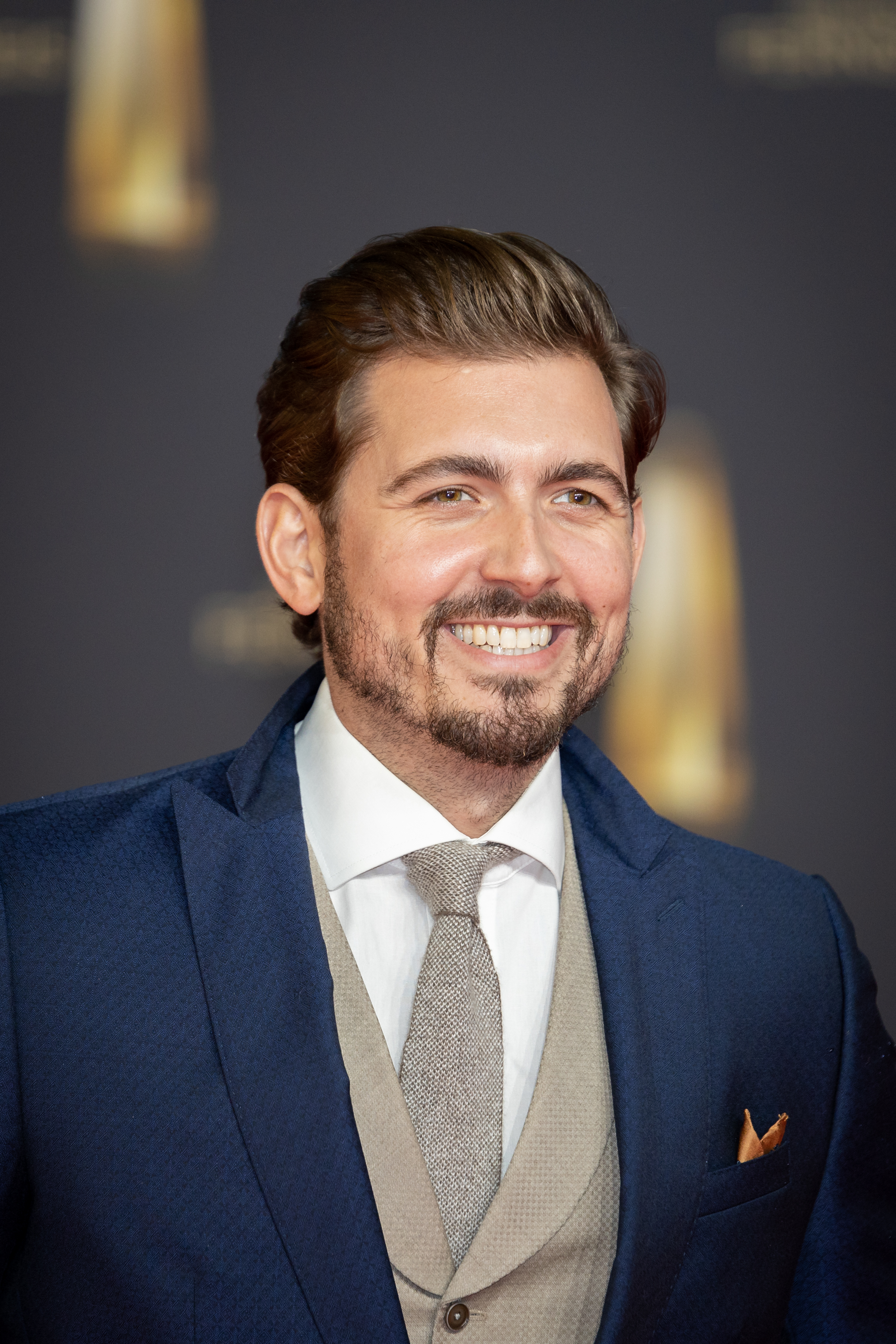
Christian Wackert (2022)

Christian Zacharias Wackert-Brungs (* 26. April 1989 in Wiesbaden als Christian Zacharias Wackert) ist ein deutscher Fernsehmoderator.

## Leben und Wirken
Christian Wackert wuchs in Henstedt-Ulzburg auf und bestand das Abitur am örtlichen Alster-Gymnasium. Von 2010 bis 2014 studierte er in Hamburg Sportjournalismus und Medienwissenschaft. Während seines Studiums arbeitete er als Aushilfe im Sportmarketing des Eishockey-Bundesligisten Hamburg Freezers und als Produktionsassistent bei Sky Sport. Nach dem Bachelor-of-Arts-Abschluss machte Wackert ein Volontariat bei Sporttotal in München.
Im Frühjahr 2016 wechselte er nach Berlin zum Sat.1-Frühstücksfernsehen. Dort präsentierte er anfangs als Netzreporter die sogenannten Wochen-Highlights. Nur wenige Monate später stieg er ins Moderationsteam auf. Seitdem moderiert er das Sat.1-Frühstücksfernsehen regelmäßig, meist an der Seite von Karen Heinrichs.
Von 2017 bis 2019 übernahm Wackert die Leitung der Online-Redaktion für die Sendung. Als Vertretung moderierte er zudem von Februar bis Juli 2019 das Abendmagazin Endlich Feierabend! bei Sat.1. Von März bis September 2023 gehörte Wackert zum Hauptmoderationsteam des Sat.1-Nachmittagsmagazins Volles Haus! Sat.1 Live.

### Privates
Seit August 2019 ist er mit der RTL-Moderatorin Stephanie Brungs verheiratet.

## Fernsehauftritte

### Aktuelle Moderationen
- seit 2016: Sat.1-Frühstücksfernsehen (Sat.1)
- seit 2025: Love Is Blind: Germany (Netflix)

### Ehemalige Moderationen
- 2019: Endlich Feierabend! (Vertretung) (Sat.1)
- 2023: Volles Haus! Sat.1 Live (Sat.1)

### Gastauftritte
- 2020–2022: Teilnahme Buchstaben Battle (Sat.1) (gelegentliche Auftritte)
- 2022: Sat.1 Spezial. Der Urlaubscheck (Sat.1)